# Arsenatrotitanita
L'arsenatrotitanita és un mineral de la classe dels arsenats, que pertany al grup de la tilasita. Rep el seu nom pel fet que és l'anàleg mineral amb sodi i arsènic de la titanita.

## Característiques
L'arsenatrotitanita és un arsenat de sodi i titani de fórmula química NaTi(AsO₄)O. Va ser aprovada com a espècie vàlida per l'Associació Mineralògica Internacional l'any 2015. Cristal·litza en el sistema monoclínic.

## Formació i jaciments
Va ser descoberta al segon con d'escòries del volcà Tolbàtxik, que es troba a l'óblast de Kamtxatka (Districte Federal de l'Extrem Orient, Rússia). Es tracta de l'únic indret on ha estat trobada aquesta espècie mineral.